# Nei panni di una principessa
Nei panni di una principessa (The Princess Switch) è un film del 2018 diretto da Mike Rohl.
Commedia romantica a tema natalizio, ispirata da una sceneggiatura di Robin Bernheim e Megan Metzger, con protagonisti Vanessa Hudgens e Sam Palladio.
Il film è uscito il 16 novembre 2018 in esclusiva Netflix.

## Trama
Stacy De Novo è una giovane e talentuosa pasticcera che gestisce un negozio di dolci a Chicago insieme al suo amico d'infanzia Kevin, conosciuto ai tempi del Liceo. Kevin ha una figlia piccola e aspirante ballerina, Olivia, avuta da una relazione con un'altra donna che lascia sia lui che la piccola.
Kevin decide, all'insaputa di Stacy, di iscrivere la loro pasticceria nella competizione più prestigiosa al mondo, che si terrà la settimana di Natale nel regno di Belgravia. Il ragazzo spera che in questo modo l'amica riesca a superare definitivamente la rottura con il Suo ex, Paul, e che riesca a lasciarsi un po' andare, abbandonando - almeno momentaneamente -  la rigidità che la contraddistingue.
Sebbene con estrema riluttanza, Stacy accetta di partecipare alla gara e parte alla volta di Belgravia insieme a Kevin ed Olivia.  Giunti nel ridente borgo del regno, i tre acquistano delle calze di Natale ad una bancarella e il proprietario di quest'ultima, che sembra conoscere Stacy, Le consiglia di lasciarsi andare e di vivere la vita più serenamente.
Dopo aver sistemato i bagagli, Stacy e Kevin si recano negli studi televisivi dove si svolgerà la gara di pasticceria e qui incontrano Brianna, ex compagna di Stacy alla scuola di pasticceria e sua nemica storica, nonché vincitrice della passata edizione del concorso che, per dispetto, macchia il grembiule di Stacy.
Recatasi nel retro degli studios per tentare di smacchiare il grembiule, Stacy si scontra con Lady Margaret Delacourt, Duchessa del regno di Montenaro e futura sposa del Principe Edward di Belgravia. I due dovranno convolare a nozze il 31 dicembre ma, essendo un matrimonio combinato, Lady Margaret nutre dei seri dubbi sulla sua felicità in futuro, dovendo sposare un uomo che non conosce e che ha incontrato solo un paio di volte.
La Duchessa e Stacy sono perfettamente identiche, grazie a un lontano legame di parentela che le lega, e su richiesta della futura principessa, stanca della rigida etichetta che è costretta a seguire e completamente ignara di come sarebbe vivere una vita normale,  le due ragazze si scambiano di identità per un paio di giorni, per poi tornare alle rispettive vite.
In realtà il piano non fila liscio come le due ragazze ingenuamente si aspettavano poiché, essendo caratterialmente molto diverse, le persone a loro vicine notano subito delle stranezze; in particolare, Olivia scopre subito l'inganno, ma decide di assecondare le due ragazze, allettata soprattutto dalla prospettiva di poter partecipare al programma estivo di danza del regno di Belgravia grazie al sostegno economico di Lady Margaret.
Dopo un iniziale battibecco, durante il quale Stacy rimprovera al principe Edward di volere accanto a sé una donna non pensante, è chiaro che tra i due inizia a sbocciare un sentimento profondo ed Edward rimane profondamente affascinato dal carattere ribelle di quella che crede essere Lady Margaret.
Il Re di Belgravia, padre del principe Edward,  è insospettito dallo strano comportamento della Duchessa di Montenaro che sembra essere completamente estranea all'etichetta di corte e ordina al maggiordomo Frank di spiare la ragazza per capire quale sia il segreto che nasconde.
Nel frattempo, Lady Margaret nei panni di Stacy si innamora di Kevin e instaura un legame speciale con Olivia; la ragazza capisce che la vita comune la rende finalmente felice e spera di poter trovare un modo per restare insieme ai due.
Arriva il gran giorno della gara di pasticceria, ma la regina, grazie al lavoro svolto da Frank, scopre la verità sullo scambio e poi manda Margaret a partecipare alla gara con Edward. Stacy e Kevin sono ostacolati da Brianna che, per invidia, aveva manomesso gli utensili da cucina per sabotare Stacy, ma la coppia vince lo stesso il primo premio. Le ragazze rivelano tutto e Margaret rinuncia alla corona mentre Stacy sposa Edward, vivendo per sempre felici e contenti.

## Personaggi
- Vanessa Hudgens in Margaret Delacourt/Duchessa di Montenaro e Stacy De Novo
- Sam Palladio nel Principe Edward
- Craig Roberts in Chuck Chase
- Nick Sagar in Kevin Richards
- Mark Fleischmann in Frank De Luca
- Suanne Braun in Mrs. Donatelli
- Alexa Adeosun in Olivia Richards
- Robin Soans in Il Vecchio Che Da Consigli

## Produzione
Nel giugno 2018, viene annunciato che Vanessa Hudgens e Sam Palladio avrebbero recitato nel film di Netflix "Nei Panni di una Principessa".
La scena finale è terminata nel giugno 2018. La maggior parte del film è stata girata in Romania.

## Distribuzione
Il film esce in esclusiva per gli abbonati Netflix il 16 novembre 2018.

## Sequel
Nel 2020 viene distribuito il sequel Nei panni di una principessa: Ci risiamo! (The Princess Switch: Switched Again) e nel 2021 Nei panni di una principessa: Inseguendo la stella (The Princess Switch 3: Romancing the Star).